# Zasa
Zasa (deutsch: Weessen) ist ein Ort im Südosten Lettlands. Im Jahre 2018 zählte die Gemeinde Zasa 822 Einwohner.

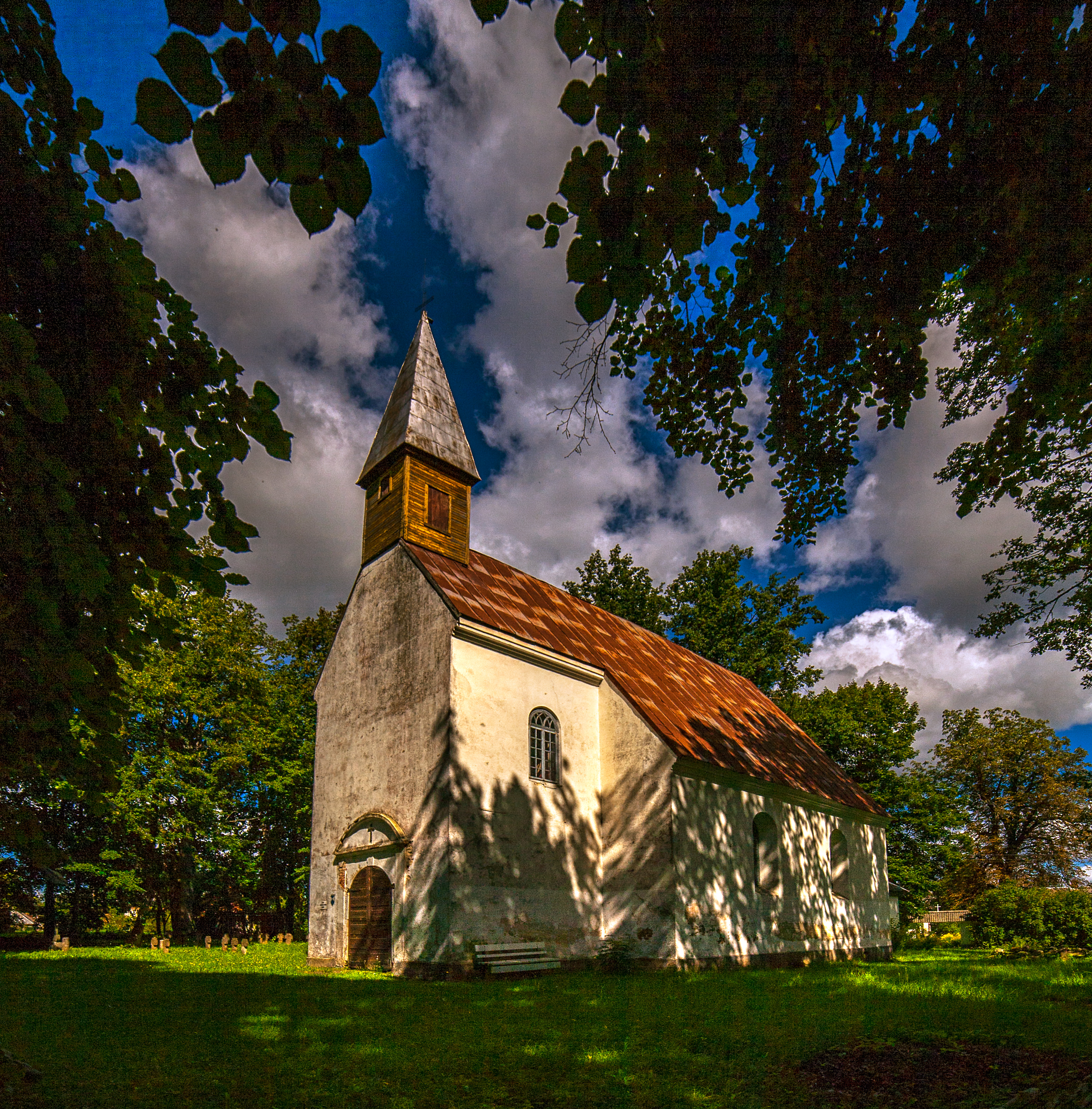
Lutherische Kirche Zasa

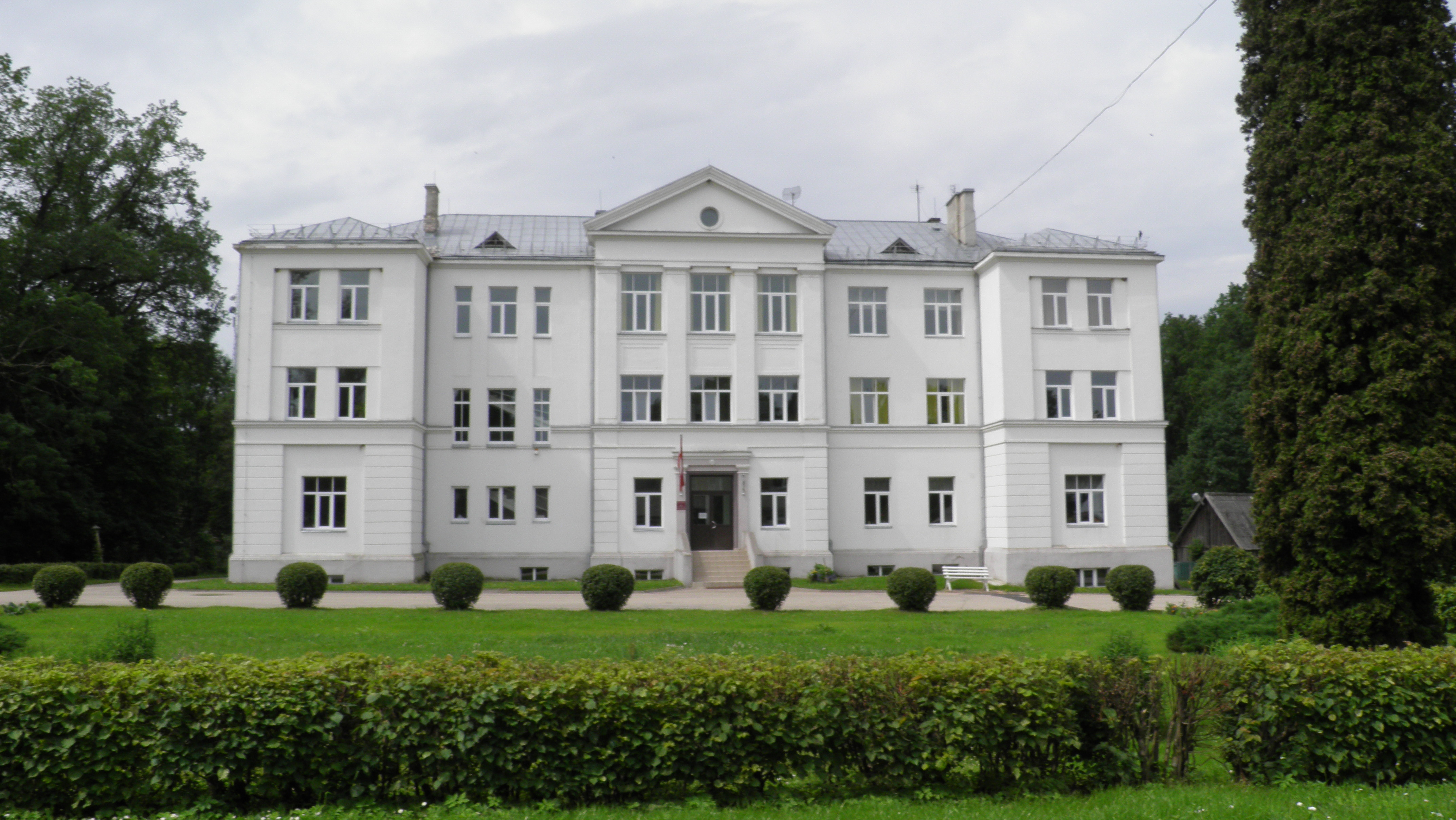
Die Mittelschule in Zasa

## Geschichte
1559 wird das Gut als „Weesen“ erstmals urkundlich erwähnt. Ab 1644 gehörte der Besitz der Familie von Sass, von deren Namen die lettische Bezeichnung Zasa abgeleitet ist. Das Gutshaus wurde während der Revolution 1905 niedergebrannt.
Die evangelisch-lutherische Kirche von Zasa wurde 1750 errichtet.
Seit 1938 war Zasa der Sitz einer Gemeindeverwaltung. Die Gemeinde Zasa ist heute Teil des Bezirks Jēkabpils (Jēkabpils novads).
Unweit der Stelle des abgebrannten Gutshauses wurde im Jahre 1939 eine Mittelschule (lettisch: vidusskola) gebaut. Sie gilt als ein bedeutendes Beispiel der lettischen Architektur in der Epoche der „Ersten Unabhängigkeit“.